# Morado
Morado è un singolo del cantante colombiano J Balvin, pubblicato il 9 gennaio 2020 come secondo estratto dal quinto album in studio Colores.

## Video musicale
Il video musicale, diretto da Colin Tilley, è stato reso disponibile il 9 gennaio 2020 in concomitanza con l'uscita del singolo.

## Tracce
Testi e musiche di J Balvin e Sky Rompiendo.
1. Morado – 3:20

## Formazione
Musicisti
- J Balvin – voce

Produzione
- Sky Rompiendo – produzione, produzione vocale, co-produzione
- Alejandro Patiño – produzione vocale, registrazione
- Joe Iglesias – registrazione
- Esteban Higuita Estrada – assistenza alla registrazione
- Josh Gudwin – missaggio

## Classifiche

### Classifiche settimanali
| Classifica (2020)     | Posizione massima |
| --------------------- | ----------------- |
| Argentina             | 10                |
| Colombia              | 3                 |
| Costa Rica            | 14                |
| Messico               | 5                 |
| Perù                  | 129               |
| Portogallo            | 130               |
| Repubblica Dominicana | 4                 |
| Spagna                | 3                 |
| Stati Uniti           | 105               |

### Classifiche di fine anno
| Classifica (2020) | Posizione |
| ----------------- | --------- |
| Colombia          | 5         |
| Spagna            | 13        |